# Witold Makowiecki
Witold Makowiecki (3. srpna 1902, Varšava – 15. února 1946, Radomsko) byl polský spisovatel, autor dvou dobrodružných knih pro mládež.

## Život
Witold Makowiecki byl synem publicisty Zygmunta Makowieckého (1871–1932). Jeho bratr Tadeusz (1900–1952) byl básník a literární historik.
Povoláním byl Makowiecki zemědělským inženýrem. Nemoc mu znemožnila pokračovat v kariéře a tak se věnoval psaní. V letech 1940–1945 napsal pro své děti dva poutavé a napínavé příběhy, které vyšly až po jeho smrti. Děj obou knih, které na sebe volně navazují, je zasazen do starověkého Řecka.

## Dílo
- Przygody Meliklesa Greka (1947, Příhody Řeka Melikla)
- Diossos (1950, česky jako Tři útěky z Korintu).

## Česká vydání
- Příhody Řeka Melikla, SNDK, Praha 1959, přeložila Věra Jersáková, znovu Albatros, Praha1974.
- Tři útěky z Korintu, SNDK, Praha 1961, přeložila Věra Jersáková, znovu Albatros, Praha 1975.